# سووت امانا (آیووا)
سووت امانا (به انگلیسی: South Amana) یک محدوده ثبت‌نشده در شهرستان آیووا ایالت آیووا کشور ایالات متحده آمریکا است که جمعیت آن در سرشماری سال ۲۰۱۰ میلادی، ۱۵۹ نفر بوده‌است.